# Muerte después de Reyes
Muerte después de Reyes es el título bajo el que se publicó el cuaderno que escribió Manuel de la Escalera mientras se hallaba en el corredor de la muerte en la cárcel de Alcalá de Henares. Escrito entre diciembre de 1944 y enero de 1945, el manuscrito consiguió salir de la prisión gracias a un médico y no fue recuperado hasta 1962, año en el que su autor salió de la cárcel. El texto estuvo custodiado en la caja fuerte de un banco del que era empleado su amigo Luis Corona, no siendo publicado hasta el año 1966 en México por la editorial Era y gracias a la ayuda de Eulalio Ferrer.
El título del libro hace referencia a un grupo de presos políticos condenados a muerte en Alcalá de Henares por las autoridades franquistas y que vivían sus últimas Navidades, tiempo durante el que se suspendían las ejecuciones, reanudándose éstas justo después de Reyes. Cuando el escrito fue publicado, Manuel de la Escalera no lo hizo con su nombre, sino bajo el pseudónimo de Manuel Amblard. En realidad Amblard era su tercer apellido y Escalera lo había usado en algunos textos que escribió en presidio. Sin embargo, aconsejado por personas influyentes como el exministro Ruiz Giménez, Escalera se marchó a México ante la posibilidad de que su identidad fuese descubierta.
Escrito a modo de diario, Muerte después de Reyes combina las vicisitudes de los reclusos en su día a día, con digresiones que aparecen en letra cursiva en las que el autor hace referencia a algunos momentos de su pasado. De esta manera, Escalera describe no sólo los juicios farsa del franquismo, la actitud de los carceleros, el hambre, los intentos de fuga o las sacas de presos en la madrugada, sino que también relata su vida en la clandestinidad antes de ser detenido o su paso por los temibles sótanos de Puerta del Sol, donde fue torturado e intentó suicidarse. Impresionante testimonio, Muerte después de Reyes contiene a pesar del fresco de pesadilla que se narra, una poderosa energía vital que tiene su base en la dignidad y humanidad de Manuel de la Escalera, una persona cuya vida, como la de tantos, se vio truncada por su apoyo incondicional a la lucha contra el fascismo durante la Guerra Civil. Incomprensiblemente Muerte después de Reyes es un libro poco conocido, aunque de él los comentarios que se han hecho siempre han sido elogiosos. Algunos de estos comentarios son:
«En la cárcel de Alcalá de Henares, Manuel de la Escalera escribió un diario impresionante y de una alta calidad literaria y humana: Muerte después de Reyes.» (Marcos Ana, Decidme cómo es un árbol)
«Conociendo muy bien, como tú, la realidad represiva y carcelaria en él descrita, no vacilo en proclamar que, de cuantos libros he podido al fin leer acerca de aquellas tremendas experiencias del dolor hispano, el tuyo que aquí cito es, sin menoscabo de su punzante veracidad, la más admirable conversión en bella y honda literatura, merecedora de perduración, de las terribles vicisitudes padecidas por nuestro pueblo cuando quiso edificar una España liberada de la agresión reaccionaria.» (Antonio Buero Vallejo)
«Muerte después de Reyes constituye un gran relato sobre la experiencia carcelaria de un condenado a muerte. […] Manuel de la Escalera estaba llamado a ser un grande y lo fue, pero sólo para muy pocos.» (Gregorio Morán, El cura y los mandarines)
«Es uno de los libros más estremecedores que he leído sobre el tema. Su título es Muerte después de Reyes…» (Eduardo Rincón, Cuando los pasos se alejan)
Aparte del diario escrito en el corredor de la muerte, siempre que se ha publicado Muerte después de Reyes ha ido acompañado de seis relatos independientes, firmados por Escalera unos años más tarde, cuando su pena fue conmutada. Dichos relatos, todos ellos autobiográficos, complementan al diario, ayudando a cerrar el círculo de un vívido testimonio sobre la realidad carcelaria en España durante el franquismo. Estos relatos son:
-Burgos Lecea. Escalera realiza un cariñoso retrato del olvidado escritor jerezano Francisco Burgos Lecea, compañero suyo en presidio.
-Cara. Describe de forma tragicómica un intento de fuga, cuando estuvo internado en Bilbao.
-Moncho y Garcés. Retrato de dos compañeros de cárcel que terminaron siendo fusilados.
-Ladrón. Brevísima narración en la que a través de una brutal anécdota que le ocurrió en El Dueso, se nos ilustra sobre una de las principales maldiciones de los presos en aquellos años: el hambre.
-Segunda balada de la cárcel de Burgos. Cuento publicado en la revista clandestina Muro en 1961 en la que describe el ambiente opresivo que se vivía en el penal de Burgos. En realidad esta narración forma parte de una trilogía. La tercera balada es recogida a modo de prólogo en el libro homenaje que se le hizo a Escalera en 1994, Ramas de un mismo tronco. La primera balada durante mucho tiempo se creyó perdida y así se hace saber en todas las ediciones de Muerte después de Reyes. No obstante, recientemente se ha recuperado y publicada también en la revista Muro se llama Balada de los exceptuados.
-Carnet de notas de Lázaro. Este relato se publicó en Papeles de Son Armadans, la revista que dirigía Camilo José Cela, en el número de agosto de 1963. Se describe la salida de su autor del penal de Burgos tras veinte años de cárcel ininterrumpida. Debido a que en España se negaba la existencia de presos políticos, Escalera recurre a la ficción de un tipo resucitado, Lázaro.
En la última edición que se ha hecho de Muerte después de Reyes se ha añadido la narración Cielo en la cárcel, escrita en 1977. También de tono autobiográfico, su autor nos relata un episodio que le ocurrió en la prisión de Tabacalera (Santander), donde creyó sufrir una experiencia mística. Este hecho marcaría la vida de Manuel de la Escalera para siempre.
Muerte después de Reyes ha sido publicado por tres editoriales a lo largo del tiempo. En 1966 como ya se ha señalado por la Editorial Era en México y en 1977, ya en España, por la editorial Forma. Habrían de pasar casi cuarenta años, para que el libro volviera a reeditarse por Akal en 2015. Curiosamente esta es la única edición en la que la obra aparece firmada con el verdadero nombre de su autor y no con el pseudónimo de Manuel Amblard.
En la cárcel Manuel de la Escalera escribió también Cuentos de nubes.